# 張春実
張 春実（チャン・チュンシル、朝鮮語: 장춘실）は、朝鮮民主主義人民共和国の女性政治家。最高人民会議常任委員会委員、朝鮮労働党中央委員会委員候補、朝鮮社会主義女性同盟中央委員会委員長。

## 経歴
出生地や生年月日は不明。2017年2月に朝鮮社会主義女性同盟中央委員会委員長に選出された。同年4月11日に開催された最高人民会議第13期第5回会議で最高人民会議常任委員会委員に選出され、同年10月7日に開催された朝鮮労働党中央委員会第7期第2回総会で党中央委員会委員候補に補選された。2019年3月10日に実施される最高人民会議第14期代議員選挙の中央選挙委員会委員に就任し、同年4月11日に開催された最高人民会議第14期第1回会議で常務委員会委員に再選された。
2021年1月5日から開催された朝鮮労働党第8次大会で中央委員会委員候補に選出されたが、6月21日に開かれた朝鮮女性同盟中央委員会第7期第1回総会で、同委員会委員長を解任された。

## 参考サイト
- 북한정보포털

| 先代金正順 | 朝鮮社会主義女性同盟中央委員会委員長2017年 - 2021年 | 次代キム・ジョンスン |